# Sauze
Sauze (okzitanisch Lou Sauvé) ist eine französische Gemeinde im Département Alpes-Maritimes in der Region Provence-Alpes-Côte d’Azur. Sie gehört zum Arrondissement Nizza und zum Kanton Vence. Die Bewohner nennen sich Sauzois.

## Geographie
Sauze liegt in den französischen Seealpen. Die Ostseite der Gemeindegemarkung ist von Guillaumes umgeben. Die weiteren Nachbargemeinden sind Daluis im Südwesten, Castellet-lès-Sausses im Westen und Villeneuve-d’Entraunes im Nordwesten. Das Dorf liegt auf 1330 m.

## Bevölkerungsentwicklung
| Jahr      | 1962 | 1968 | 1975 | 1982 | 1990 | 1999 | 2008 | 2012 |
| --------- | ---- | ---- | ---- | ---- | ---- | ---- | ---- | ---- |
| Einwohner | 63   | 42   | 43   | 85   | 60   | 100  | 106  | 84   |